# Калидон
Калидон (на гръцки: Καλυδών; на старогръцки: Κᾰλῠδών) е древногръцки град в Етолия, разположен на западния бряг на река Евинос (Ευηνος). Близо до града се намира планината Зигос, където се провежда ловът на Калидонския глиган.
Според древногръцката митология града носи името на своя основател Калидон, син на Етол.
В града се e намирало важното етолийско светилище, познато като Лафрион, посветено на Артемида Лафрия и Аполон Лафрийски.
През 31 г. пр.н.е. римският император Октавиан Август премества жителите на града в новата колония Никополис, основана да ознаменува победата му в Битката при Акциум по-рано същата година. По същото време римляните преместват повечето от съкровищата на града в Патра, включително и хризоелефантната (от злато и слонова кост) статуя на Артемида.
Страбон, в своята География, коментира старата красота на Калидон, който вече е безлюден:  '...Калидон и Плеврон, са сега в действителност изчезнали, макар че в предишни времена тези селища бяха украшение за Гърция.' 